# Xã Twin Butte, Quận Divide, Bắc Dakota
Xã Twin Butte (tiếng Anh: Twin Butte Township) là một xã thuộc quận Divide, tiểu bang Bắc Dakota, Hoa Kỳ. Năm 2010, dân số của xã này là 18 người.